# Westerholt (Nedersaksen)
Westerholt is een kleine gemeente in de Duitse deelstaat Nedersaksen. Samen met zeven andere gemeenten in de omgeving vormt het de Samtgemeinde Holtriem in de Landkreis Wittmund.
Westerholt telt 2.573 inwoners. 
Westerholt is de hoofdplaats van de Samtgemeinde. Aan de Auricher Straße staat het raadhuis. Tot Westerholt behoren de gehuchten Terheide en Willmsfeld en het slechts uit één boerderij bestaande gehucht Grenze.
Voor meer informatie zie ook Samtgemeinde Holtriem.

## Geschiedenis

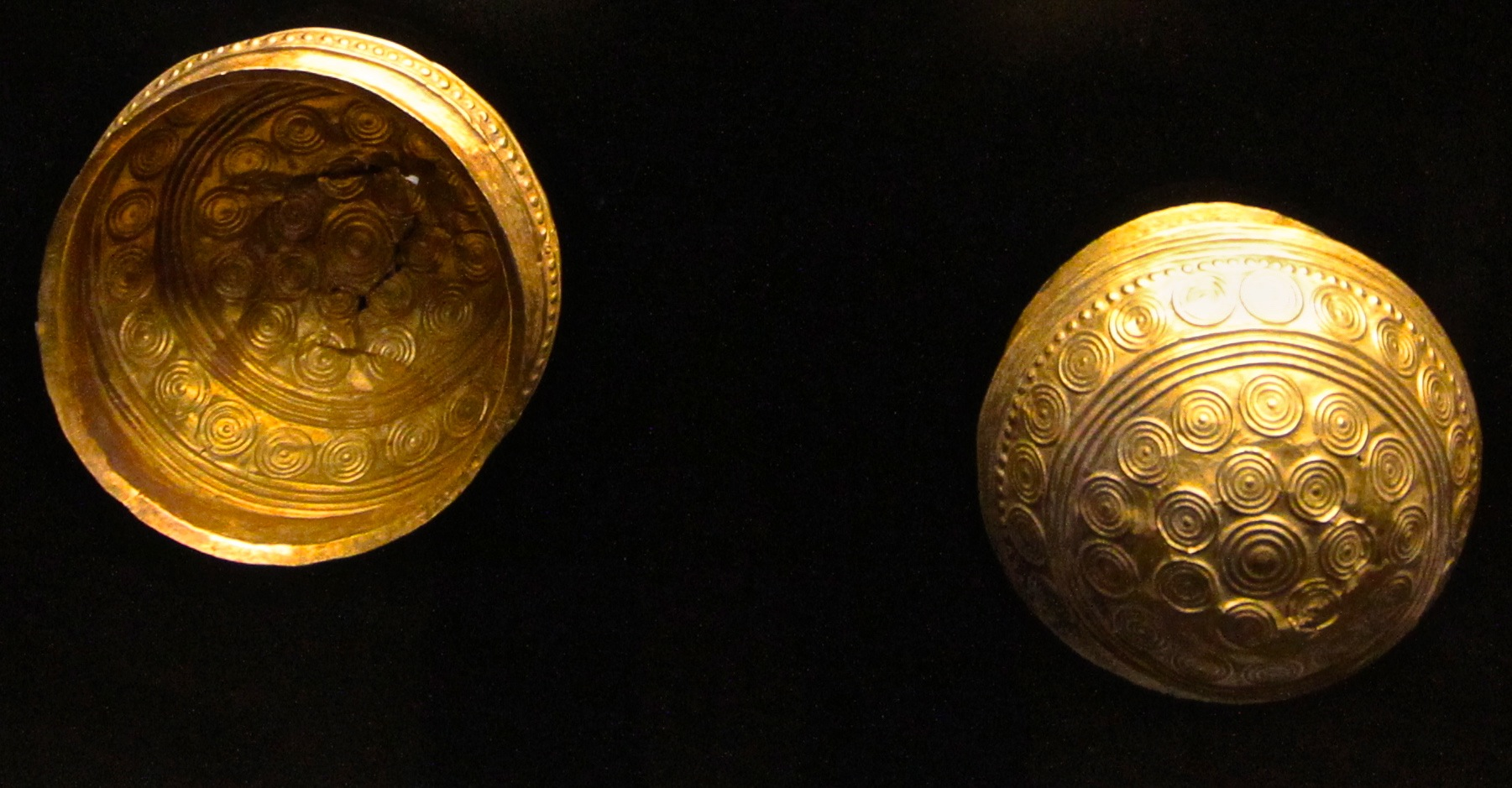
Gouden schaaltjes van Terheide
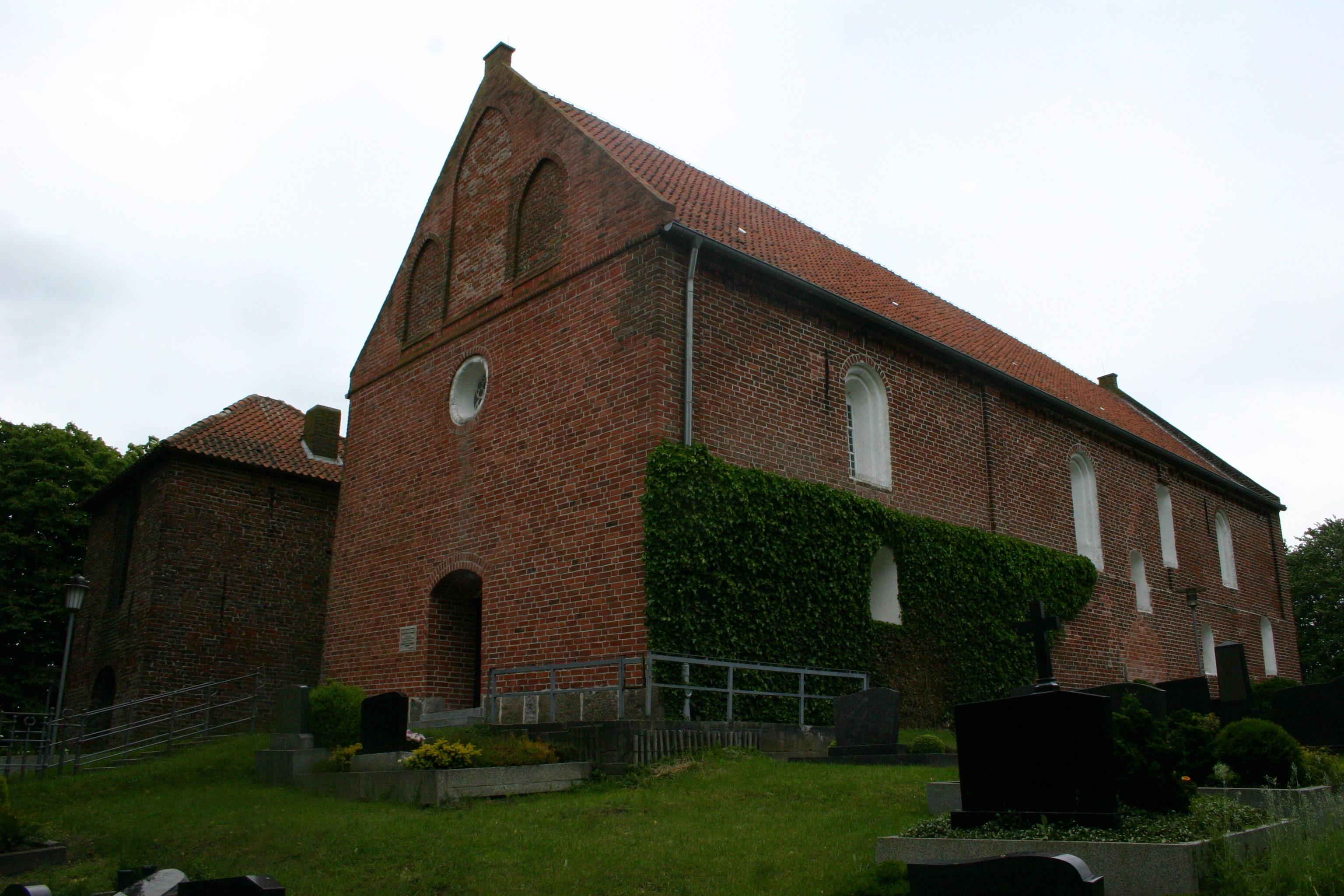
De kerk van Westerholt

In 1872 werden bij Terheide twee gouden schaaltjes uit de Bronstijd opgegraven. Ook na 1999 is archeologisch onderzoek gedaan. Daaruit is gebleken, dat het gebied van Westerholt vermoedelijk vanaf de Jonge Steentijd met slechts korte onderbrekingen door een gering aantal mensen bewoond is geweest.
Westerholt heeft een van de oudste kerken in Oost-Friesland. De kerk werd halverwege de dertiende eeuw gebouwd op een warft. Het gebouw heeft als weerkerk een belangrijke rol gespeeld in de strijd tussen graaf Edzard van Oost-Friesland en de hertog van Saksen. In 1496 werd de kerk veroverd door de troepen van Edzard, maar kort daarna door Balthasar van Esens heroverd voor de hertog.

## Politiek
De gemeente wordt bestuurd door de gemeenteraad, bestaande uit 13 gekozen raadsleden. Als onderdeel van een Samtgemeinde heeft Westerholt geen gekozen burgemeester, uit de raad wordt een lid tot burgemeester gekozen.

### Samenstelling van de raad
De raad werd voor het laatst gekozen in 2021. De samenstelling is als volgt:
| Partij/Groepering     | 2011 | 2016 | 2021 |
| --------------------- | ---- | ---- | ---- |
| SPD                   | 9    | 11   | 10   |
| CDU                   | 3    | 2    | 3    |
| Bündnis 90/Die Grünen | 1    | -    | -    |

- Gemeinsame Normdatei: 2030390-7
- Virtual International Authority File: 157756981